# Sober (canção de Pink)
"Sober" é uma canção escrita por Pink, Nate "Danja" Hills, Kara DioGuardi, 333 Productions, e Marcella Ariaca e é o segundo single do quinto álbum de estúdio de Pink, Funhouse. A canção foi produzida por Danja, Tony Kanal, 333 Productions e Jimmy Harry.

## Videoclipe
O clipe da canção foi filmado no fim de Setembro em Estocolmo, Suécia. Um vídeo ao vivo foi usado na Austrália e na Nova Zelândia para promover a canção até o vídeo oficial ser lançado em 25 de Novembro de 2008. Foi dirigido por Jonas Åkerlund. O vídeo começa com vistas da cidade e então uma pequena televisão é ligada no quarto de Pink e ela aparece em branco. A música começa e Pink é mostrada no quarto deitada sozinha na cama, e uma garota é mostrada saindo do quarto pela porta. Conforme o primeiro verso começa, Pink é mostrada sentada em um sofá numa festa, onde sua doppelgänger (espécie de cópia da pessoa, "o outro eu" em Alemão) está bêbada e flertando com vários garotos e garotas. A doppelgänger de Pink é mostrada no banheiro, vomitando. Pink entra no banheiro e senta ao lado de sua doppelgänger, que parece estar perturbada, e então sai. Pink agora está deitada na cama, sua doppelgänger liga para ela, mas Pink não atende seu celular. Conforme o refrão começa, Pink é mostrada cantando em sua cama no quarto e em um sofá na festa. Então imagens confusas de uma sala branca onde Pink está vestida com roupas e uma peruca branca são mostradas. O segundo verso é cantado no mesmo local. Conforme o refrão começa novamente, Pink é mostrada andando na sala onde acontecia a festa e todos estão desmaiados e bêbados, incluindo sua doppelgänger. O clipe então mostra Pink transando com sua doppelgänger. A cena é mostrada assim que a ponte da música começa ("coming down, coming down, coming down..") e diversas partes da cena de amor são mostradas até que o clipe termina com a doppelgänger saindo do quarto e deixando Pink sozinha. 
O significado do clipe pode ser o de que Pink agora não é mais do jeito que era antigamente (jeito esse, representado pela doppelgänger) e que está tentando se reencontrar, sem precisar estar com alguém ("eu estou procurando por mim mesma… sóbria).

## Faixas do Single e Formatos
CD Single de Duas faixas 88697-42507-2
1. "Sober" — 4:11
2. "When We're Through" — 4:22

Maxi CD Single 88697-43481-2
1. "Sober" — 4:11
2. "When We're Through" — 4:22
3. "Sober" (Bimbo Jones Rádio Edit) — 3:04
4. "Sober" (Junior's Spinning Around Tribal Dub) — 9:00

EUA Promo CD 88697-41167-2
1. "Sober" (Main) — 4:11

## Desempenho nas paradas musicais
| Parada musical (2008)                     | Melhor posição |
| ----------------------------------------- | -------------- |
| Albânia - Top Albania Radio               | 8              |
| Alemanha - Parada de Singles              | 3              |
| Austrália - ARIA Charts                   | 6              |
| Áustria - Parada de Singles               | 16             |
| Brasil - Parada de Singles                | 9              |
| Bulgária - Top 40                         | 1              |
| Canadá - Hot 100                          | 17             |
| Estados Unidos - Billboard Hot 100        | 15             |
| Estados Unidos - Billboard Pop 100        | 20             |
| Estados Unidos - Hot 100 Airplay          | 3              |
| Nova Zelândia - RIANZ - Parada de Singles | 7              |
| Suécia - Parada de Singles                | 12             |
| Suíça - Parada de Singles                 | 18             |

## Histórico de Lançamento
| Região      | Data                   | Formato                     | Gravadora  |
| ----------- | ---------------------- | --------------------------- | ---------- |
| iTunes      | 31 de Outubro de 2008  | Download Digital            | Sony Music |
| Austrália   | 15 de Novembro de 2008 | Download Digital, CD single | Sony Music |
| Alemanha    | 5 de Dezembro de 2008  | Download Digital, CD single | Sony Music |
| Reino Unido | 1 de Janeiro de 2009   | Download Digital, CD single | Sony Music |